# Chrysolina kuesteri
Chrysolina kuesteri (лат.) — вид жуков подсемейства хризомелины (Chrysomelinae) из семейства листоедов (Chrysomelidae). Номинативный подвид распространён в Европе, C. k. friderici — на Пиренейском полуострове. Обитают на равнинах, в скалистых и городских местностях. Жуки питаются различными растениями семейства яснотковых. Длина тела имаго 7—9 мм. Имаго чёрные, с грудной стороны чёрно-синие. Переднеспинка усеяна мелкими, надкрылья — грубыми и густыми точками. Бока тела имаго окаймлены красной полосой.